# Urey

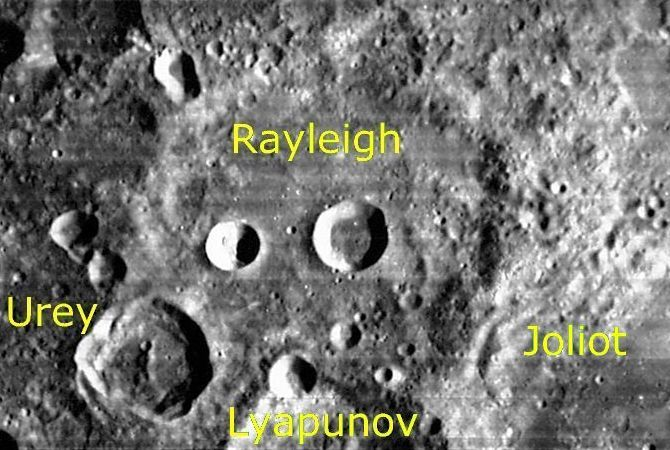
Urey, Rayleigh, and surroundings. NASA photo.

Urey es un cráter de impacto de la luna situado entre la zona occidental de los cráteres Rayleigh y Lyapunov. Se encuentra cerca del extremo este-noreste de la Luna, por lo que se muestra con un fuerte escorzo visto desde la Tierra.
El borde de Urey tiene protuberancias externas a lo largo de los lados del oeste y del sudeste. No hay cráteres notables a lo largo del borde o pared interior. Sin embargo, algunos pequeños cráteres yacen sobre el suelo interior, incluyendo un cráter en el extremo norte de la cordillera central. Este grupo de bajas colinas divide el fondo en dos, de norte a sur por una distancia de aproximadamente un tercio del diámetro del cráter.
Inicialmente este cráter fue llamado Rayleigh A, un cráter satélite de Rayleigh, antes de ser renombrado por la Unión Astronómica Internacional (IAU) en 1985.